# Friedrich Frölichsthal
Friedrich Frölichsthal, auch Fritz, (geboren 29. August 1927 in Liezen; gestorben 28. November 2013 in Wien) war ein österreichischer Diplomat. 

## Leben
Friedrich Frölichsthal war ein Sohn des Ministerialbeamten Viktor Frölichsthal (1899–1971) und der Maria Lennkh (1907–1992), er hatte vier Geschwister. Die Familie verließ nach dem Anschluss Österreichs das Deutsche Reich und kehrte nach Kriegsende nach Österreich zurück.
Frölichsthal ging in den österreichischen diplomatischen Dienst. Er war Generalsekretär des Außenministeriums und wurde 1972 Botschafter in Ungarn. 1978 ging er zurück als Protokollchef ins Außenamt in Wien. Von 1982 bis 1991 agierte er als Botschafter in Rom, wo er vor allem das Südtirol-Paket verhandelte. 
Frölichsthal war seit 1952 mit Christa Foglar-Deinhardstein verheiratet, sie hatten drei Kinder.
Frölichsthal nannte sich trotz des Adelsaufhebungsgesetzes der Republik Österreich von 1919 „Freiherr von“. Er ist auf dem Friedhof Hietzing beerdigt.